# La Croix Rousse
Croix-Rousse es barrio de la ciudad de Lyon, Francia, asentado sobre la colina homónima, de 254 metros de alto. Pertenece al 4º distrito municipal (La cima) y al primero (Las laderas). Fue un barrio industrial, dedicado a la fabricación de seda.

## Historia

### De Condate a la montaña Saint-Sébastien
Una inscripción latina encontrada en la calle de la Vieille denomina al lugar como pagus de Condate (barrio del Condate). Como Condate es un topónimo galo, Amable Audin dedujo que en la época romana, la parte baja de la colina fue ocupada por una villa celta, vecina de Lugdunum, próspera villa romana fundada sobre la colina Fourvière, al otro lado de la Saona. Esta teoría es ampliamente repetida en obras sobre la historia lionesa pero hasta ahora ningún elemento arqueológico ha confirmado la presencia de algún hábitat galo anterior a la fundación de Lugnudum. Las huellas más antiguas de alguna vivienda que se encontraron han sido individualizadas como romanas y datan de alrededor del siglo X a. C., periodo de inauguración del santuario federal de los tres Gaules.
Las antiguas excavaciones puntuales, o las más recientes situadas sobre la subida de la Grande Côte (1985), muestran un desarrollo en el curso del Haut Empire al pie de la colina y a media pendiente, hasta mediados del siglo IV, verificado por la presencia de mosaicos, huellas de hábitats o de talleres artesanales de vidrieros y alfareros, estructuras de acondicionamiento de los terrenos, vestigios de objetos romanos e inscripciones entre las cuales se encuentra la famosa Table claudienne, cuyos dos grandes fragmentos fueron enterrados en 1528 en una viña a media pendiente de la colina.
En 1854 se descubrieron en las Carmélites y la plaza Fernand-Rey en los tramos de vía romana solada con granito, algunos trabajos de saneamiento identificados como la vía del Rhin. Otros elementos de calzada descubiertos en diversos lugares son los indicios de una red viaria local bastante densa.
El conjunto monumental de la Croix-Rousse es el santuario federal de los tres Gaules, compuesto por:
- el altar de los Galos (12 av. J-C) dedicado a Roma y a Augusto
- el anfiteatro de los Tres Gaules (19 ap. JC), que recibió cada año a partir del mes de agosto a los delegados de las 60 naciones galas.

Por una serie de deducciones a partir de diversos elementos arqueológicos, Amable Audin propuso localizar la ubicación del altar de Roma y Augusto a lo largo de la calle de las Tables Claudiennes, imaginando una inmensa explanada de 296 metros de longitud y 69 metros de anchura en la imagen de la Fortuna Primigenia en Praeneste. Esta hipótesis fue controvertida pues el emplazamiento en terraza puede también pudo haber sido concebido para la implantación del hábitat, y el descubrimiento de mosaicos en la calle Pouteau en el siglo XIX debilita la hipótesis de Audin.
Después del periodo de las Grandes invasiones, y en los siglos siguientes, los edificios galo-romanos fueron abandonados.
En la Edad Media, la ciudad de Lyon se para hacia las Terreaux. La montaña de San-Sebastián forma parte del Franco-Lionés, provincia independiente situada bajo la protección de los reyes de Francia. Las pendientes y la meseta son consagradas a las culturas (en particular de la viña).

### Etimología
En 1512, Louis XII realiza la construcción en la cima de la colina para defender la ciudad de Lyon. Esta muralla, nombrada San-Sebastián, integra entonces a las pendientes en Lyon, pero aísla la meseta, creando también un nuevo barrio periférico.
Sensiblemente al mismo tiempo, una cruz es erigida sobre la meseta y realizada en piedra de Couzon, de tinte ocre. Ella dará su nombre a la villa nuevamente creada.
Se supone que esta cruz estaba situada en el cruce de 2 vías: una hacia la Dombes (dirección Bourg) y la otra hacia Neuville.
Fue destruida y reconstruida varias veces (tirada por los protestantes en 1562, destruida durante de la Revolución, suprimida en 1881 por decisión del consejo municipal de Lyon). Finalmente, en 1994, una réplica fue erigida en la plaza de Joannès Ambre.

### De la colina que reza...
Desde de la construcción de fortificaciones, las pendientes, hasta terrenos con vocación agrícola, se urbanizan de hecho de su integración en Lyon. En los siglos XVI y XVII, numerosas congregaciones religiosas se instalan. Serán primero los Chartreux, en 1580, luego las Carmélites, las Soeurs de l'Annonciade, etc.
Contrariamente en las pendientes, la meseta forma siempre parte de Cuire y queda integrado en el Franco-Lionés. Pero a finales del siglo XVIII, la meseta de la Croix-Rousse, la cual ha sido durante mucho tiempo nada más que una aldea, ha tomado importancia. Al igual sobre las pendientes, los religiosos se instalaron, pero igualmente numerosos comerciantes (en particular porque las tasas son menos elevadas que en Lyon).

### ...a la colina que trabaja
En la Revolución, los bienes que pertenecen a las comunidades religiosas se vendieron, liberando así un gran número de terrenos. La oposición entre los rurales de Cuire y los urbanos de la Croix-Rousse discute entonces la comuna de Cuire-la-Croix-Rousse. Finalmente, en 1797, el Consejo de los Cinq-Cents decreta la incorporación de Cuire a Caluire (ley del 5 de mayo de 1797), ratificando así la escisión (pero extrañamente, será necesario esperar a una orden del gobierno consultar con fecha del 22 de octubre de 1802 para que, por otro lado, la comuna de la Croix-Rouuse sea creada.
Al principio del siglo XIX, Lyon es la primera ciudad obrera de Francia. La llegada masiva de obreros de la seda (los Canuts) va ¡a transformar entonces profundamente la Croix-Rousse, marcando su historia y su urbanismo. La Croix-Rousse se convierte en un próspera lugar del tejido industrial de la seda.
Para acoger a los obreros (así como a sus familias y sus telares), la construcción de urbanizaciones se acelera (ej.: el Clos Dumenge). Se trata de inmuebles de 5 a 6 plantas, alojando apartamentos / talleres construidos muy altos bajo techo, en función de la talla de los oficios a tejer Jacquard (alrededor 4 metros de altura). Son dotados de altas ventanas (la luz facilita el trabajo de la seda) y de un altillo (tragaluz utilizada para la vida de la familia). Los techos son reforzados por vigas de roble, cuya distancia permite fijar el oficio.
Bajo la presión de los promotores de terreno que parcelan los antiguos terrenos religiosos, el este de la colina cambia radicalmente de fisionomía. El número de habitantes explota y aparecen nuevas calles, a veces de manera anárquica sin que la municipalidad tenga que decir algo.
Jules Michelet escribe entonces sobre la oposición de la montaña del trabajo y de la montaña mística (la colina de Fourvière, la cual reúne un gran número de conventos y de iglesias). Transformada por los años la expresión de Michelet se convertirá en la de la colina qui trabaja de cara a la colina que reza.
Los tejedores de seda, sometidos a unas duras condiciones de trabajo, se rebelan repetidas veces. Su primera revuelta de octubre de 1831 es considerada como una de las primeras revueltas obreras. Ellos ocupan Lyon con sus gritos «Vivir libre trabajando o morir combatiendo!». El rey Louis-Philippe Ier envió 20 000 hombres de tropa y 150 cañones para reprimir «el motín», parte del barrio de la Croix-Rousse y el cual alarmó a las mejores industrias, incluso en París. La ciudad se convierte en el siglo XIX en una importante ciudad industrial, gracias en una gran parte a los tejedores de seda.
El 14 de febrero de 1834 los tejedores de seda se revelan de nuevo ocupando los fuertes de la Croix-Rousse. Durante 6 días, plantaron cara a 12 000 soldados.
Una tercera insurrección tiene lugar en 1848, momento de la proclamación de la Segunda República, dirigida por los Voraces.
Los mismos Voraces dirigieron una cuarta rebelión en 1849, en eco al levantamiento de los republicanos parisinos. Circunscrita sobre el suburbio Croix-rousse, será violentamente reprimida.

### La incorporación a Lyon
En 1818, la Croix-Rousse ascendió al rango de ciudad. Pero es dividida cuando el 26 de octubre de 1832, un mandato real erige los barrios de Serin-y-Saint-Clair en comunas independientes. Esto será breve ya que en 1834, Serin-y-Saint-Clair son de nuevo reunidos en la comuna de la Croix-Rousse.
En 1852, la Croix-Rousse, quien cuenta de ahora en adelante con 30 000 habitantes, es ligada a Lyon (decreto imperial del 24 de marzo en 1852). El prefecto Vaïsse va a emprender entonces una serie de grandes trabajos (creación de la red de agua potable, construcción del Hospital de la Croix-Rousse, etc.). En 1862, la Croix-Rousse es unida al centro de Lyon con el primer funicular del mundo será apodado rápidamente "ficelle "por los lioneses. En 1865, para facilitar la integración de la Croix-Rousse a la ciudad, las murallas son destruidas, permitiendo la realización del boulevard de l'Empereur. El ayuntamiento es construido allí, y se plantan alguno árboles.
Desde 1952, la colina es atravesada por el túnel de carretera de la Croix-Rousse, el cual une las orillas del Ródano con los del Saona (trazado de la RN6).
La actividad de los tejidos(textiles) ha sido fuertemente marcada por una crisis en los años 1980. Los raros supervivientes tuvieron éxito readaptándose en los tejidos textiles "técnicos" o de muy alta gama (ej.: Prelle, Tassinari, Brochier, Bianchini-Férier).
A día de hoy, la Croix-Rousse es un barrio de urbanismo singular marcado a la vez por su geografía (colina), por su historia (historia de la sedería lionesa), por la permanencia del movimiento social y por su fuerte densidad de población (una de las más elevadas de Europa).

### Un laboratorio social
La Croix-Rousse goza de una reputación particular: barrio obrero en el siglo XIX, es aquí dónde tomó cuerpo la primera insurrección social caracterizada por la era industrial. También aquí enjambrarán las numerosas innovaciones sociales: el primer consejo de los prud'hommes, las primeras experiencias mutualistas, las primera boutique "cooperativa" francesa, etc. (cf. el artículo detallado de los Canuts).
En el siglo XX, el barrio, en particular las laderas, quedó como un verdadero "laboratorio social": squatts, restaurantes autoprotegidos, guarderías infantiles, imprentas paralelas, colectivos militantes, asociaciones de todo género...
Al principio del siglo XXI, aunque la población cambió bajo el efecto del alza de los alquileres, (llegada de los Burgueses-Bohemia), el barrio quedó como un lugar particularmente vivo, dando origen todavía a iniciativas interesantes (ej.: el comercio equitable sobre las laderas, vendedor público sobre la meseta, etc.).

## Geografía
Situada entre el Saona y el Ródano en la prolongación norte de la Presqu'île, la Croix-Rousse y la colina Fourvière son las 2 colinas dominantes de Lyon; la primera se alza hasta 250 metros y la segunda tiene 300 metros.
Ciertas laderas, llamadas Balmes, afectadas por la erosión fluvial, son verdaderos acantilados de 20 a 40 m de altura; por otra parte en 1932 y 1977 hubo espectaculares derrumbamientos.
La colina de la Croix-Rousse es, en realidad, la parte sur de una meseta que continúa en el norte en las comunas de Caluire-et-Cuire, Sathonay-Camp, Rillieux-la-Pape y Fontaines-sur-Saône.

## La Croix-Rousse, dos barrios distintos

### Laderas de la Croix Rousse
Las laderas de la Croix-Rousse se escalonan desde la plaza de los Terreaux hasta la cima de la colina.
El barrio de las Penters se caracteriza por su geografía toda en declive. Así, ciertas arterias han sido nombradas de manera explícita "subida", tales como Subida de la Grand'Côte, Subida de Saint-Sébastien, Subida de las Carmélites, Subida Neyret, etc.
La Subida de la Grand'Côte tiene un desnivel importante atravesando el barrio en un eje meridiano. La Subida de las Carmélites repite el trayecto de la vía del Rhin. Esta vía romana iba de Lugdunum hacia Alemania. Al principio de la subida de las Carmélites, el Jardín de las Plantas ofrece una vista sobre la Presqu'île y la colina de Fourvière. Es aquí donde se encuentra el anfiteatro antiguo, en otro tiempo elemento constitutivo del Santuario federal de los tres Gaules.
Además de estas «subidas» y las arterias clásicas, se encuentran numerosos traboules, diferentes de los del Viejo Lyon. Se trata de pasajes entre inmuebles, a veces cubiertos y constituidos por conjuntos de escaleras, que permiten circular sobre las laderas de manera a veces más directa.
Las laderas son más aptas para los peatones que para la circulación en automóvil, dada la estrechez de las calles, su pendiente, las escaleras, el sentido único de circulación y la falta de comodidades para estacionar.
El barrio de las laderas se distingue del resto de Lyon por su cultura canut, heredada de una fuerte cultura sindical y corporativa nacida de la industria textil.
Hoy en día, las pendientes quedan marcadas por una cultura informal y asociativa que las hace atractivas, particularmente antes los estudiantes y artistas. Es un pueblo lleno de una cultura alternativa. El territorio se revalorizó considerablemente cuando una importante renovación y rehabilitación urbana fue iniciada en los años 1990, con lo que el barrio perdió poco a poco su carácter popular, llegando a ser un polo de atracción para los burgueses-bohemios (bobos).

### La meseta de la Croix-Rousse
La meseta (4º distrito), como su propio nombre indica, es una meseta entre el Ródano y el Saona, grosso modo desde el boulevard de la Croix-Rousse hasta los confines con Caluire-y-Cuire. Barrio residencial, la meseta se distingue además de la ciudad de Lyon por un ambiente particular que se dice próximo de un «pueblo». Esta impresión es reforzada por los terrenos de bola (como los de Clos Jouve) o el "pequeño mercado" cotidiano, situado en la plaza de la Croix-Rousse et rodeado de bares. Efectivamente los habitantes cultivan allí un cierto ambiente insular de cara al resto de la ciudad. Las pendientes se tratan de hecho como una frontera natural separando la meseta del resto de Lyon, y los habitantes dicen a menudo que "pertenecen a otra ciudad" cuando se trata de unir otros distritos.
La meseta es atravesada por dos arterias comerciantes mayores.
- de norte a sur, la Gran Calle de la Croix-Rousse (a través del 4º distrito);
- de este a oeste, el boulevard de la Croix-Rousse (el cual marca la frontera entre el 1er y le 4º distrito).

La parte este de la meseta está principalmente compuesta por inmuebles canuts. Allí se encuentra igualmente los traboules, pero son menos numerosos que en las pendientes.

## Patrimonio
El 5 de diciembre de 1998, el emplazamiento histórico de Lyon, territorio delimitado por las antiguas fortificaciones de la ciudad comprendiendo la colina de Fourvière, así como una gran parte de la Presqu'Ile y las pendientes de la Croix-Rousse (hasta el Boulevard de la Croix-Rousse, al lado del 4º distrito incluido), se inscribe en la lista del Patrimonio mundial por la UNESCO (El emplazamiento histórico de Lyon).

### Edificios civiles y religiosos

#### Arquitectura canut y traboules
El Tribunal de los Voraces, en las pendientes
- La Subida de la Grand'Côte la cual ofrece un magnífico panorama en la cima
- Los inmuebles de los tejedores de seda (la Casa Brunet o « Casa de las 365 ventanas»)
- Los traboules: el Tribunal de los Voraces, el pasaje Thiaffait...

Los traboules de la Croix-Rousse
- Del 9 plaza de Colbert al 29 calle Imbert-Colomès
- Del 20 calle Imbert-Colomès al 55 calle de las Tables-Claudiennes
- Del 35 calle Burdeau al 27 calle René-Leynaud
- Del 26 calle René Leynaud al 3 rue Donnée
- Del 4 calle Donnée al 23 calle de los Capucins
- Del 22 calle de los Capucins al 5 calle Coustou
- Del 11 rue Romarin al 1 calle Lorette
- Del 3 calle Lorette al 7 calle Romarin
- Del 2 calle Romarin al 26 calle des Capucins
- Del 25 calle de los Capucins al 2 plaza de la Croix-Paquet
- Del 5 plaza de la Croix-Paquet al 9 pequeña calle de Feuillants
- Del 8 pequeña calle de Feuillants al 19 plaza Tolozan
- Del 16 al 33 calle del río Lasaña al 33 calle Royale
- Del 31 calle Royale al 15 cale del río Lassagne

#### La Gran Piedra
Uno de los símbolos del barrio es la Gran Piedra, grueso peñasco cuya composición mineralógica deja pensar que ha sido transportada desde los Alpes por los glaciares. Su descubrimiento se remonta en 1892 en el momento de la perforación de la ficelle uniendo la Presqu'île a la Croix-Rousse: los trabajos de la perforación del túnel tuvieron que ser interrumpidos porque los trabajadores estaban bloqueados por una roca extremadamente duro, porque no lograban quebrantar. La roca en cuestión tuvo que ser soltada y extraída del substrato, lo que pidió grandes medios y provocó un cierto retraso en los trabajos. Finalmente exhumada, la Gran Piedra llegó a ser a la vez el símbolo de fuerza y de la perseverancia de los Lioneses frente a los obstáculos, pero también el símbolo de atadura de la Croix-Rousee a Lyon, facilitado por el funicular. La Gruesa Piedra fue colocada e instalada en el extremo este del bulevar, donde domina el Ródano y toda la llanura hasta los Alpes.
La Gran Piedra estaba al principio del 1.er distrito (las pendientes, lioneses) y el 4.º distrito (la meseta de la Croix-Rousse). En consecuencia de la construcción de un aparcamiento subterráneo y de un parque (llamado Espacio Gruesa Piedra), ha sido desplazada por una treintena de metros para estar en lo sucesivo únicamente en el 1.er distrito, lo que provoca la ira de ciertos croix-roussiens.
La Gran Piedra ha sido inmortalizada en la literatura joven como punto de reunión de los Seis Compañeros de la Croix-Rousse, en la serie escrita por Paul-Jacques Bonzon en la Biblioteca Verde.
Según la leyenda, la Gran Piedra representaría también el corazón de un bedel codicioso que habría puesto en la calle a una familia. tejedores de seda desheredados.

#### Los caminos subterráneos
Existe una red de galerías subterráneas bajo la colina de la Croix-rousse, pero son prohibidas al público por una orden municipal de 1989.
Las galerías lionesas más antiguas son a menudo unas galerías de drenaje cavadas por los romanos, es decir, para captar, es decir, para evacuar el agua con el fin de evitar todo hundimiento de la colina. Más tarde, algunos de los numerosos conventos que cubrían la colina, parecen haber utilizado estas galerías romanas, adaptándolas a sus necesidades. Además recientemente, algunas galerías militares han sido construidas en el siglo XVI o siglo XVII, al mismo tiempo que el cinturón de fuertes alrededor de Lyon.
Se supone que las « Espinas de pez de la «Red de los Fantasques», que llevan este nombre a causa de su forma que hace pensar en un esqueleto de pez, son de origen militar. Habrían servido para almacenar el material. Pero por el momento solamente se trata de una hipótesis.
La inmensa mayoría de las galerías subterráneas parecen haber caído en el olvido después de que los problemas de abastecimiento de agua de los Croix-Roussiens hubieran sido ajustados, es decir, a finales del siglo XIX.

#### El recinto de la Croix-Rousse
Esta larga muralla, formando parte del primer cinturón de Lyon, cerraba la ciudad al norte. Reconstruida en 1834 sobre el trazado de la antigua muralla (edificada en el siglo XVI demolida después de la sede de 1793), su papel principal era asegurar una defensa de Lyon en caso de que los fuertes de Caluire y Montessuy fueran comprometidos por el enemigo.
Este recinto fue recorrido por 6 bastiones culminando con 10 m por encima de un foso que los rodeaba.

#### Otros edificios
- El Jardín Rosa Mir;
- la casa Brunet, dicha casa de las 365 ventanas;
- El Clos Jouve, alto lugar de la Boule Lyonnaise;
- El barrio que constituía el límite norte de la ciudad fue cercado por edificios por vocación defensiva (restos de murallas). Solo los fuertes Saint-'Jean-y-Saint-Laurent' son restos intactos (ver Cinturones de Lyon);
- El hotel Villemanzy y su jardín (antiguo hospital militar Villemanzy);
- La Institución de los Chartreux, instituto situado en los edificios del antiguo Chartreuse del Lys-Saint-Esprit (siglo XVII);
- El instituto privado San Jean-Baptiste de La Salle situado en los antiguos edificios de la Adoración perpetua del Sagrado Corazón, congregación reconocida por la Iglesia en 1824. Los edificios pertenecían antes de la Revolución a los monjes de la Chartreuse del Lys Espíritu Santo.
- La clínica del Saint-Rédempteur, antigua leprosoría instalado en la calle de Ypres, ejerciendo desde 1946.

### Patrimonio religioso
Las pendientes de la Croix-Rousse siendo ocupadas desde la época galo-romana, se puede admirar los restos del anfiteatro de los Tres Gaules. En centro de este antiguo anfiteatro, un poste evoca los suplicios de Santa Blandine, Santo Pothin y de los mártires de Lyon.
- La iglesia San-Bruno de los Chartreux, joya barroca, obra maestra de Fernando-Sigismond Delamonce, protege uno de los baldaquines más bellos de Francia realizado por Servandoni.
- La Iglesia del Buen Pastor, sorprendente iglesia inaccesible.
- La Iglesia Saint-Polycarpe, antigua iglesia de los oradores, situada entre la calle René Leynaud y los dos pasajes Mermet y Thiaffait.
- La Iglesia Saint-Bernard, subida Saint-Sébastien, cerca de la meseta.
- La capilla del Sagrado Corazón de los Chartreux (Instituto de Saint-Jean-Baptiste de La Salle)

### Patrimonio cultural
- El Teatro de la Croix-Rousse
- La Villa Gillet (dedicada al arte contemporáneo)
- Las Subsistances, « laboratorio de creación contemporánea» quai San Vincente sobre las orillas del Saona;
- La calle Burdeau y sus numerosas galerías de arte contemporáneo.
- Numerosos café-teatros
- El barrio de los 'Capucins con sus numerosas boutiques de creadores

#### Películas grabadas en la Croix-Rousse
- Lucie Aubrac, de Claude Berri (1997)
- Tout va bien, on va s'en, de Claude Mouriéras (2000)
- J'ai tué Clémence Acera, de Jean-Luc Gaget (2001)
- Inventaire Filme des rues de la Croix-Rousse, de Gérard Courant (2002)
- Les Diables, de Christophe Ruggia (2002)
- Après lui, de Gaël Morel (2007)
- Les Liens du sang, de Jacques Maillot (2008)
- Le fils de l'épicier, de Eric Guirado (2007)

### Celebridades que viven o que han vivido en la Croix-Rousse
- Azouz Begag, buscador en sociología, antiguo ministro
- Dominique Blanc, comediante
- Clovis Cornillac, actor
- Gérard Courant, cineasta
- Frédéric Dard, escritor
- Virginie Despentes, escritor, cineasta (tomó por seudónimo este barrio donde vivió)
- Pierre Dupont, cancionista
- Camille Jordan, matemático
- Florence Foresti, comediante y humorista
- Jean Michel Jarre, autor y compositor de música electrónica
- Kent, cantante
- André Latreille, universitario
- André Manoukian, autor-compositor
- Michel Noir, hombre político
- Christophe Petchanatz, músico, escritor
- L ' Abbé Pierre, defensor de los desalojados y de los mal alojados
- Sully Prudhomme, escritor premio Nobel
- Sylvie Testud, actriz de teatro y de cine
- Claudine Thévenet, fundador de la Congregación de Religiosos de Jesús-María
- Cédric Villani, matemático (medalla Campos 2010)

## Acontecimientos y otros
- El "gran" mercado de la Croix-Rousse, que se extiende a lo largo del bulevar (cerca de 1 km), todos los días salvo el lunes.
- La boga des marrons, cada otoño.
- Los sábados y los domingos por la mañana, la Crieur pública.
- Todos los años en septiembre, las vendimias de la República de los Canuts (en el Parque de la Cerisaie).
- Durante el segundo fin de semana de septiembre, la Gran Venta pública ocupa la Gran Calle y el Sitio de Croix-Rousse.
- Desde 2008, un periódico mensual gratuito titulado La Ficelle se dedica a la actualidad (patrimonio, urbanismo, cultura, vida de barrio, retratos, agenda) del barrio de la Croix-Rousse y de Caluire-y-Cuire. Ha publicado actualmente 15 000 ejemplares.
- Un barrio de la ciudad de Oyonnax y la plaza que forma el centro son igualmente llamadas «Croix-Rousse». Los industriales lioneses que trabajaban en contacto con sus colegas oyonnaxiens subrayaban así la semejanza geográfica entre ambos sitios, una colina que dominaba la vieja ciudad en el valle, era accesible por rampas fuertes.

## Accesibilidad
Este sitio es accesible por las estaciones de metro Croix-Paquet, Croix-Rousse y Hénon.